# Jouars-Pontchartrain
Jouars-Pontchartrain là một xã thuộc tỉnh Yvelines, trong vùng Île-de-France, Pháp, có cự ly khoảng 20 km về phía bắc của Rambouillet.

## Hành chính
| Nhiệm kỳ                                            | Tên                  |
| 1995                                                | Marie-Laure Roquelle |
| 1959-1995                                           | Jean-Louis Fanost    |
| 1945-1959                                           | Pierre Pascal        |
| 1929-1945                                           | Alphonse Durvis      |
| 1926-1929                                           | Lucien Hennon        |
| 1925-1926                                           | Louis-Eugène Thomas  |
| 1912-1925                                           | Paul Pascal          |
| Les données antérieures ne sont pas encore connues. |                      |

## Thông tin nhân khẩu
| 1806                                              | 1820  | 1876  | 1901  | 1911  | 1921  | 1936  | 1946  | 1954  | 1962  | 1968  | 1975  | 1982  | 1990  | 1999  | 2007* |
| ------------------------------------------------- | ----- | ----- | ----- | ----- | ----- | ----- | ----- | ----- | ----- | ----- | ----- | ----- | ----- | ----- | ----- |
| 1 199                                             | 1 243 | 1 419 | 1 350 | 1 226 | 1 157 | 1 298 | 1 363 | 1 540 | 1 753 | 2 159 | 2 549 | 3 774 | 4 282 | 4 569 |       |
| Số liệu lấy từ năm 1962: Dân số không tính trùng  |       |       |       |       |       |       |       |       |       |       |       |       |       |       |       |
| * Điều tra hàng năm (cách tính toán điều tra mới) |       |       |       |       |       |       |       |       |       |       |       |       |       |       |       |